# Вызов капитала
Вызов капитала (англ. capital call) — требование к инвестору на вложение денег по заключённому ранее соглашению.
Например, у некоторых ПИФов особенностью инвестиций является то, что венчурные фонды капитализируются не сразу, а постепенно, по мере подготовки инвестиционных сделок.
При создании ПИФа (момент, когда «подписка на фонд закрывается»), инвесторы заключают соглашение — обязательство оплатить свою долю по требованию. Когда фонду нужны деньги на оплату очередного раунда финансирования портфельной компании или на текущие расходы, она направляет всем инвесторам «вызов капитала» — требование сделать очередной взнос в счёт коммитмента.
Благодаря такой схеме у фонда не возникает проблемы, что делать с неразмещенными средствами, и деньги не замораживаются.